# 피에트로 리아리오

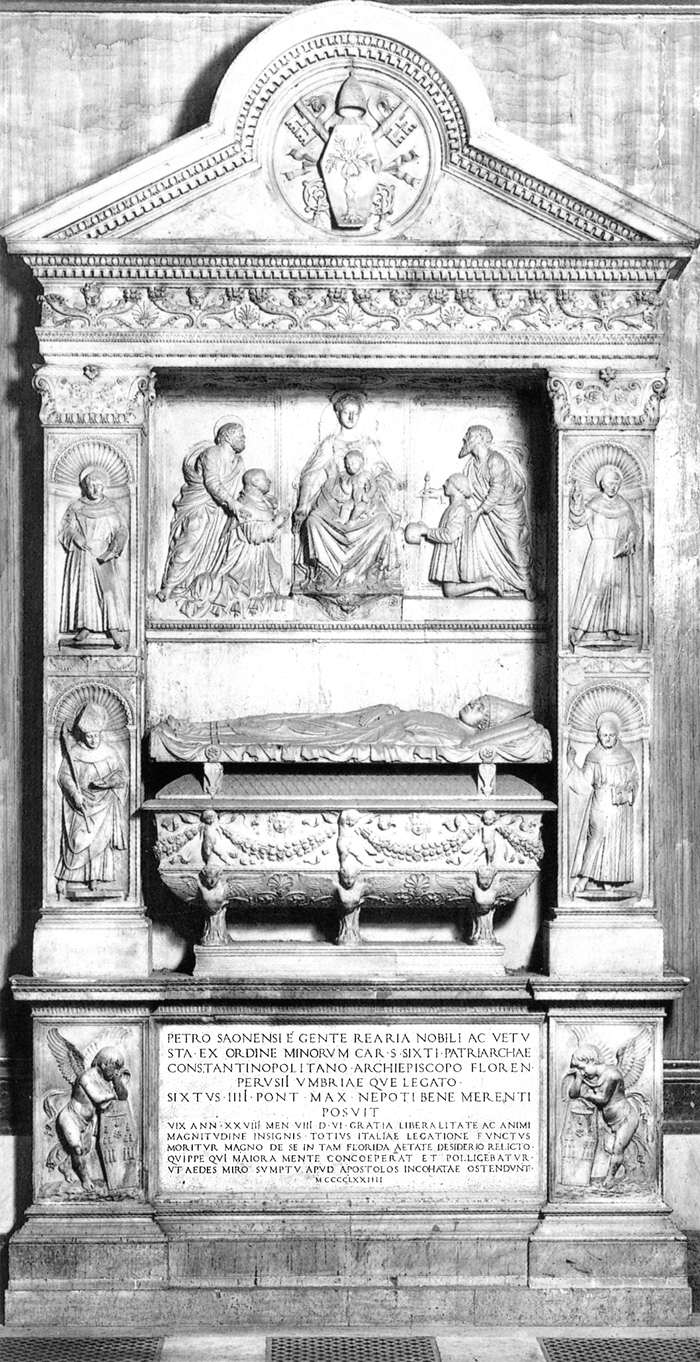
산티 아포스톨리 교회에 있는 피에트로 리아리오 추기경의 무덤.

피에트로 리아리오(Pietro Riario, 1445년 – 1474년 1월 3일)는 이탈리아 출신의 추기경이자 교황령의 외교관이다. 212대 교황 식스토 4세(재위 1471~84)의 조카로 교황의 친족중용, 족벌주의 정책의 일환으로 트레비소 주교, 피렌체 대주교가 되었다. 피렌체 대주교로서의 활동은 교황의 족벌주의를 싫어한 로렌초 데 메디치(1449-92)의 방해를 받았다. 교황의 비호하에 방탕하고 절제심 없는 생활을 하다가 29세 나이에 사망했다. 그의 후임자로 프란체스코 살비아티가 임명되었으나 절차상의 하자를 명분으로한 로렌초의 방해로 임지 부임을 하지 못하기도 했다.

## 생애
사보나에서 태어난 피에트로는 파올로 리아리오와 교황 식스토 4세의 여동생 비안카 마리아 델라 로베레의 아들이다. 식스토 4세는 피에트로를 1471년에 트레비소 주교로, 1473년에는 피렌체 대주교로 임명하였다. 그는 식스토 4세의 대외 정치를 맡았었다. 로마와 밀라노 사이의 동맹을 강화하기 위해서, 지롤라모 리아리오를 밀라노 공작 갈레아초 스포르차의 딸(사생아)과 혼인시키는 데 앞장서서 성사시켰다.
그는 문학과 예술에 대한 후원으로 인본주의자로서 알려진 것과 더불어 그의 거대한 연회와 사치스러운 행동으로도 유명했다. 그는 산티 아포스톨리 교회 인근 지역에 커다란 궁정을 짓기 시작하기도 했다(그의 친척인 줄리아노 델라 로베레가 이를 완공했다). 1473년 6월 그는 나폴리의 군주의 딸의 호화스러운 숙소를 위해서 임시로 그림이 그려진 캠버스와 목조 건축물로 개조한 그의 궁정 앞의 광장에서 사슴 구이, 왜가리 구이, 필수적인 공작 구이와 더불어 곰 구이를 포함한 40개의 요리가 올라간 호화스러운 연회를 즐겼다. 심지어 빵에는 금박을 하기도 했다.
1473년에 그는 밀라노에서 피렌체 공화국으로의 이몰라 이양을 감독하기 위해 이탈리아 북부에 가기도 했었다. 로마로 돌아온 후, 그는 자택에서 갑작스럽게 사망했다. 소화불량이 많았음에도 독살되었다고 의심했다. 그는 산티 아포스톨리 교회에 묻혔고 그의 무덤은 미노 다 피에솔레와 안드레아 브레뇨가 조각했다. 식스토 4세와 함께 했었던 그의 역할은 친척인 줄리아노 델라 로베레가 이어받았다. 줄리아노 델라 로베레는 훗날에 216대 교황 율리오 2세가 된다.